# Дино Мерлин
Един Дервишхалидовић (Сарајево, 12. септембар 1962), познатији под сценским именом Дино Мерлин, југословенски је и босанскохерцеговачки кантаутор, музичар и музички продуцент. Један је од најпознатијих кантаутора у Босни и Херцеговини, а такође популаран у осталим државама бивше Југославије.

## Музичка каријера

### Група Мерлин
Един Дервишхалидовић је основао групу Мерлин 1983. и био је њен певач и текстописац. Са групом Мерлин је снимио 5 студијских албума: „Кокузна времена“ 1985, „Тешко мени са тобом (а још теже без тебе)“ 1986, „Мерлин“ 1987, „Нешто лијепо треба да се деси“ 1989. и „Пета страна свијета“ 1990.

### Соло каријера
Своју соло каријеру Дервишхалидовић је започео 1991. године под сценским именом „Дино Мерлин“ и снимио четири студијска албума: „Моја богда сна“, „Фотографија“ 1995, „Средином“ 2000, „Бурек“ 2004. и два концертна албума, „Вјечна ватра“ 1999. и „Live Koševo 2004“ 2005.
Дино Мерлин је написао прву химну Босне и Херцеговине по имену „Једна си једина“. Такође је учествовао на такмичењу за песму Евровизије у Даблину 1993. (Дино је био писац песме „Сва бол свијета“) и у Јерусалиму 1999. (певајући „Путници“ са француском певачицом Беатрис Пуло). Дино Мерлин је учествовао и на осталим великим европским фестивалима, као што је Копенхаген 1996. и Турковизија 1997. Његова промотивна турнеја за албум „Средином“, који је објављен 2000, је укључивала више од 200 концерата, са спектакуларним наступом на Олимпијском стадиону Кошево, пред 80.000 гледалаца. Албум „Средином“ је био најпродаванији у Босни и Херцеговини и продаван је у свим државама бивше Југославије. Дино Мерлин је представљао Босну и Херцеговину на избору за Песму Евровизије 2011, са песмом "Љубав уназад" (енгл. Love in Rewind). Мерлинов албум "Хотел Национал" се у јуну 2014. нашао на Билбордовој светској топ-листи, на 8. месту.
Дана 30. маја 2014. године је издата песма Ружа (свако има некога да му руке пружа) која је уједно и прва песма са надолазећег 11. албума.

#### Албум Бурек
Претпоследњи албум Дине Мерлина је „Бурек“, који је објављен 2004. Овај албум се још увек продаје широм бивше Југославије и осталих земаља. Две популарне песме са овог албума су „Бурек“ и „Супермен“. „Супермен“ је отпевао заједно са учесником Песме Евровизије 2004. Жељком Јоксимовићем.

## Сарадња са другим извођачима
Дино Мерлин је написао и компоновао доста песама за неколико извођача са фолк музичке сцене. Његова песма Кад замиришу јорговани коју је урадио за Весну Змијанац, и са којом ту песму, за коју су снимљена три различита видео-спота, изводи у дуету, постала је један од највећих хитова на простору тадашње СФРЈ. Са њом је двадесет година касније поново снимио дует, песму Клупко. Поред Весне Змијанац, сарађивао је и са Лепом Бреном за коју је написао песму Јаблан, а урадио је и три песме за Светлану Ражнатовић: Заборави, Београд и Жарила сам жар. Песму Сва бол свијета која је прва представљала Босну и Херцеговину као независну државу на Песми Еворвизије компоновао је Дино Мерлин. Песму Супермен урадио је заједно у дуету са Жељком Јоксимовићем, са Османом Хаџићем дует песму Пустите ме, коју је првобитно урадио још 1991. године за филм Брачна путовања, са Харијем Варешановићем песму Дабогда у којој је опевано Сарајево, са Емином Јаховић песму Мед, а са Сенидом Хајдарпашић песму Дођи. Многе од песама које је написао за друге извођаче објавио је и у свом сопственом извођењу.

## Контроверзе
Током рата у Босни и Херцеговини, појавило се више интервјуа у којима Мерлин наводно изражава србофобију, а Србе назива „болесним народом”, што је он демантовао и изјавио да се залаже за мир. Међутим, 1993. године, у јеку рата у БиХ, стао је на страну Бошњака и снимио песму Да те није Алија у знак подршке политичару Алији Изетбеговићу и Армији Републике Босне и Херцеговине, док је он касније тврдио да је песму заправо посветио свом пријатељу Алији Миладину а не Изетбеговићу. Године 2023. у Србији је покренута петиција за забрану уласка Мерлину у земљу и отказивање његових концерата у Штарк арени.

## Фестивали
Посело године 202:
- Кад замиришу јорговани (дует са Весном Змијанац), победници Посела, '89

Ваш шлагер сезоне, Сарајево:
- Путници (дует са Beatrice), друго место, '99

Евросонг:
- Путници (дует са Beatrice), седмо место, '99
- Love in rewind, шесто место, 2011

Хрватски радијски фестивал:
- Годинама (дует са Иваном Банфић), победничка песма, 2000
- Ти си мене (дует са Нином Бадрић), 2004

## Дискографија
Са групом Мерлин
1. Кокузна времена — 1985.
2. Тешко мени са тобом (а још теже без тебе) — 1986.
3. Мерлин — 1987.
4. Нешто лијепо треба да се деси — 1989.
5. Пета страна свијета — 1990.

Соло албуми
1. Моја богда сна — 1993.
2. Фотографија — 1995.
3. Средином — 2000.
4. Бурек — 2004.
5. Испочетка — 2008.
6. Хотел Национал — 2014.

Концертни албуми
1. Вјечна ватра — 1999
2. — 2005.
3. Beogradska arena 11/2011
4. Novi Pazar-Gazi Isa-beg 20/04/2012

Компилације
1. Баладе — 1995.
2. Најљепше пјесме — 1995.
3. — 1996.

### Спотови
| Спот                    | Година | Режисер                     |
| ----------------------- | ------ | --------------------------- |
| Кад замиришу јорговани  | 1988   |                             |
| Умри прије смрти        | 2000   |                             |
| Годинама                | 2000   |                             |
| Супермен                | 2004   |                             |
| Смијехом страх покријем | 2004   |                             |
| Ако наставиш овако      | 2004   |                             |
| Verletzt                | 2004   |                             |
| Дабогда                 | 2008   | Пјер Жалица                 |
| Недостајеш              | 2008   | Сањин Манов                 |
| Испочетка               | 2008   |                             |
| Да шутиш                | 2008   | Радислав Јованов Гонзо      |
| Мед                     | 2009   |                             |
| Десет млађа             | 2012   | Харис Дубица                |
| Ундо                    | 2012   |                             |
| Индивидуализам          | 2013   | Харис Дубица                |
| Шкољка                  | 2014   | Аладин Хасић                |
| Ружа                    | 2014   | Фабрика,Сарајево            |
| Сунце                   | 2014   | Патрик Маршал               |
| Ране                    | 2015   | Харис Дубица                |
| Све док те буде имало   | 2019   | Харис Дубица, Едвин Мулалић |
| Ми                      | 2020   | Кукла                       |
| Дођи                    | 2020   | Кукла                       |
| Криве карте             | 2022   | Едвин Калић                 |
| Скоро ће зима           | 2023   | Арнеј Мисирлић              |
| Не радујемо се          | 2023   | Арнеј Мисирлић              |